# (8386) Vanvinckenroye
(8386) Vanvinckenroye est un astéroïde de la ceinture principale.

## Description
(8386) Vanvinckenroye est un astéroïde de la ceinture principale. Il fut découvert le 27 janvier 1993 à Caussols par Eric Walter Elst. Il présente une orbite caractérisée par un demi-grand axe de 2,92 UA, une excentricité de 0,05 et une inclinaison de 1,6° par rapport à l'écliptique.

## Compléments